# Ergoiena
Ergoiena är en kommun i Spanien.   Den ligger i provinsen Provincia de Navarra och regionen Navarra, i den nordöstra delen av landet, 300 km nordost om huvudstaden Madrid. Antalet invånare är 405. Arean är 42 kvadratkilometer.
Terrängen i Ergoiena är kuperad.